# Hetauda
Hetauda (Nepali हेटौडा) ist die Hauptstadt der nepalesischen Provinz Bagmati und Verwaltungssitz des Distrikts Makwanpur.

## Geographie
Hetauda liegt etwa 132 Straßenkilometer (40 km Luftlinie) südwestlich von Kathmandu.
Die Stadt liegt auf einer Höhe von 463 m am Fluss Rapti (Östlicher Rapti) im Inneren Terai im äußersten Osten des so genannten Chitwan Valley.
Von Hetauda führte die erste Straßenanbindung Kathmandus mit der Außenwelt über den Tribhuvan Rajmarg. Außerdem liegt die Stadt an der wichtigen Ost-West-Nationalstraße, der Mahendra Rajmarg.
Der nächstgelegene Flugplatz ist der Simara Airport bei Gadhimai, ca. 30 km südlich der Stadt.

## Geschichte
Die Stadt besitzt seit Ende 2014 das Stadtrecht 2. Ordnung. Dabei wurden die benachbarten Village Development Committees (VDCs) Basamadi, Churiyamai, Hatiya, Hurnamadi und Padam Pokhari eingemeindet. Das Stadtgebiet wuchs dabei von 47,77 km² auf 261,4 km².
Anfang 2018 wurde die Stadt als vorläufige Hauptstadt der Provinz Nr. 3 bestimmt und im Zuge der Festlegung des Namens der Provinz als endgültige Hauptstadt festgelegt.

## Einwohner
Gemäß dem Zensus 2011 hatte Hetauda 84.671 Einwohner (davon 42.194 männlich) in 19.851 Haushalten. Unter Berücksichtigung der 2014 eingemeindeten VDCs erhöhte sich die Einwohnerzahl auf 152.875 (davon 74.964 männlich) in 34.270 Haushalten.